# يحيى غروي
يحيى غروي مواليد 2 فبراير 1987 في السعودية، هو لاعب كرة قدم سعودي .
لعب سابقاً في أندية الصفا و الوطني و نادي القادسية لكرة الصالات و وقع مع نادي النهضة عام 2017 .